# Telegatti 1994
L'11ª edizione del Gran Premio Internazionale dello Spettacolo si è tenuta a Milano, al Teatro Ventaglio Nazionale, il 10 maggio 1994. Conduttori della serata sono stati Corrado, per il quinto anno consecutivo, affiancato da Alba Parietti.
L'incasso della serata è stato devoluto all'ONAOMAC, Opera Nazionale orfani Carabinieri e alla LIFE, Associazione Ammalati AIDS.

## Vincitori
I premi sono assegnati alle trasmissioni andate in onda l'anno precedente alla cerimonia. Di seguito vengono elencate le varie categorie di premi ed i rispettivi vincitori dell'anno.

### Personaggio femminile dell'anno
- Mara Venier
- Ambra
- Valeria Marini

### Personaggio maschile dell'anno
- Fiorello
- Gerry Scotti
- Alberto Castagna

### Personaggio rivelazione dell'anno
- Ambra

### Trasmissione dell'anno
- Stranamore, Canale 5

### Miglior film TV
- Donna d'onore 2, trasmesso su Canale 5
- Carlo Magno, trasmesso su Rai 1
- Un figlio a metà - Un anno dopo, Rai 2

### Miglior telefilm cult
- Colombo, trasmesso su Rete 4

### Miglior telefilm italiano
- Amico mio, Rai 2
- Papà prende moglie, Canale 5
- Casa Vianello, Canale 5

### Miglior telefilm straniero
- Beverly Hills 90210, trasmesso su Italia 1
- Renegade, trasmesso su Italia 1
- Bayside School, trasmesso su Italia 1

### Premio TV utile
- Mi manda Lubrano, Rai 3
- Chi l'ha visto?, Rai 3
- Forum, Canale 5

### Miglior trasmissione di giochi e quiz TV
- La ruota della fortuna, Canale 5
- Il grande gioco dell'oca, Rai 2
- Sarà vero?, Canale 5

### Miglior trasmissione cult
- Magnum, P.I., trasmesso su Italia 1

### Miglior trasmissione di intrattenimento con ospiti
- Maurizio Costanzo Show, Canale 5
- Amici, Canale 5
- I fatti vostri, Rai 2

### Miglior trasmissione di varietà
- Scherzi a parte, Canale 5
- Buona Domenica, Canale 5
- Karaoke, Italia 1

### Miglior soap opera
- Beautiful, trasmesso sia su Rai 2 che su Canale 5
- Sentieri, trasmesso su Rete 4
- Cuore selvaggio, trasmesso su Rete 4

### Miglior trasmissione di informazione e cultura
- Funari News, Rete 4
- Il rosso e il nero, Rai 3
- Target, Canale 5

### Miglior spettacolo musicale
- Roxy Bar, Videomusic
- 44º Festival di Sanremo, Rai 1
- Festivalbar, Italia 1

### Miglior trasmissione sportiva
- Quelli che... il calcio, Rai 3
- Pressing, Italia 1
- Mai dire Gol, Italia 1

### Miglior trasmissione per ragazzi
- Fantaghirò 3, Canale 5
- Bim bum bam, Canale 5
- Heidi, trasmesso su Rai 2

### Miglior spot
- SIP

### Premi speciali
- Ad Alberto Sordi, per il cinema in TV
- A Corrado, per i 50 anni di carriera

### Lettore di TV Sorrisi e Canzoni
- Al signor Giorgio Troncia

## Statistiche emittente/vittorie
- Rai 1     nessun premio
- Rai 2     2 premi
- Rai 3     2 premi

Totale Rai: 4 Telegatti
- Canale 5     6 premi
- Italia 1     2 premi
- Rete 4     1 premi

Totale Fininvest: 9 Telegatti
- Videomusic     1 premio

Inoltre, per la seconda volta nella storia dei Telegatti, c'è un premio non assegnato ai duopolisti, quello vinto dal programma Roxy Bar.

## Un anno di TV in due minuti
Il video d'apertura di questa edizione con il meglio della televisione della stagione 1993/1994 è accompagnata dalla canzone Living on My Own di Freddie Mercury.